# Ruby Windsor
Ruby Windsor is een personage uit Ian Fleming's James Bond roman On Her Majesty's Secret Service (1963), en de gelijknamige film uit 1969, waar haar naam gewijzigd was in Ruby Bartlett; ze werd vertolkt door Angela Scoular.

## Boek
Ruby Windsor was geboren in Morecambe Bay, Engeland. Ze had altijd al een allergie voor kip, ze hoorde van een reclame in de krant van de Poulty Farmers Gazette die haar kon helpen van haar allergie af te komen. Ze ging er meteen naartoe, maar ze werd al snel overgeplaatst naar de kliniek Piz Gloria in Zwitserland, bij graaf De Bleuville (in werkelijkheid Ernst Stavro Blofeld directeur van SPECTRE), bij andere vele vrouwen die ook een bepaalde allergie leden.
James Bond vertrekt onder de naam Sir Hilary Bray naar de Piz Gloria, omdat hij daar de leider van SPECTRE zou ontmaskeren. Blofelds helper Irma Bunt brengt hem naar de Piz Gloria waar hij 's avonds alle vrouwen ontmoet waaronder Ruby. Via Ruby ontdekt hij meer over de kliniek. Hij ontdekt ook dat Blofeld erachter zit en dat hij alle vrouwen hypnotiseert, dit blijkt het begin te zijn van een groot virus wat Blofeld ontworpen heeft en hij wil verspreiden in Groot-Brittannië om zo al het graan en vee daar te verwoesten.

## Film
In de film was Ruby's rol bijna hetzelfde alleen was daar haar naam gewijzigd in Ruby Bartlett. Bond ontmoet haar als hij onder de naam Sir Hilary Bray door Irma Bunt uitgenodigd is voor een diner met de patiënten van de Piz Gloria waaronder Ruby. De achternamen van de patiënten mogen in het begin door Bunt nog niet gebruikt worden. Tijdens het diner komt Bond te weten dat Ruby vroeger een allergie had voor kip. Later die avond ontmoet Bond graaf De Bleuchamp (in het boek De Bleuville) de directeur van de kliniek.
Later die avond weet hij zijn kamer uit te komen en Ruby's kamer binnen te komen die volledig naakt in haar bed ligt. Bond gaat met Ruby naar bed en ontdekt haar achternaam: Bartlett. Hij maakt het mee dat Ruby gehypnotiseerd wordt door De Bleuchamp. Hij vertrekt echter later weer uit de kamer en als hij de volgende avond terugkeert naar Ruby's kamer om nog meer informatie te winnen blijkt het dat Irma Bunt in haar bed ligt. Bond wordt neergeslagen en ontdekt als hij weer bijkomt dat graaf De Bleuchamp in werkelijkheid zijn aartsvijand Ernst Stavro Blofeld is. Hij ontdekt dat alle vrouwen in de kliniek onder hypnose worden gezet zodat Blofelds speciale virus omega binnen krijgen. Hij is van plan het virus te verspreiden om zo al het graan en vee in de wereld te verwoesten, tenzij ze aan hem toegeven.
Als Bond er later die avond in geslaagd is te ontsnappen gaat hij terug naar de kamer waar alle vrouwen zitten bij Bunt. De vrouwen (onder wie Ruby) worden allemaal voor de laatste keer gehypnotiseerd door Blofeld voordat ze die avond zullen vertrekken.